# A magyar női labdarúgó-válogatott 2010. november 26-i mérkőzése
Előző mérkőzés - Következő mérkőzés
A magyar női labdarúgó-válogatott barátságos mérkőzése Csehország ellen, 2010. november 26-án. A végeredmény 4–3 lett a cseh csapat javára.

## Keretek
A magyar női labdarúgó-válogatott szövetségi kapitánya, Kiss László, november 22-én hirdette ki, a tizenkilenc főből álló keretét a barátságos mérkőzésre. A listán három újonc kapott helyet, Németh Júlia, Papp Dóra és Szarvas Alexandra személyében. A keretben csak a magyar első osztályban szereplő játékosok kaptak helyett, a külföldön szereplőkre nem számíthatott a kapitány.
| Magyarország      | Magyarország | Magyarország | Magyarország    |
| Név               | Kor          | Vál./Gól     | Klub            |
| ----------------- | ------------ | ------------ | --------------- |
| Kovács Klaudia    | 20 éves      | 2 / 0        | Taksony SE      |
| Németh Júlia      | 19 éves      | 0 / 0        | Ferencvárosi TC |
| Rothmeisel Dóra   | 27 éves      | 1 / 0        | TFSE-Hegyvidék  |
| Tóth I Alexandra  | 20 éves      | 12 / 0       | MTK Hungária    |
| Tóth II Alexandra | 19 éves      | 11 / 0       | Viktória FC     |
| Szeitl Szilvia    | 23 éves      | 16 / 0       | 1. FC Femina    |
| Tálosi Szabina    | 21 éves      | 16 / 0       | Viktória FC     |
| Szórádi Nikolett  | 24 éves      | 10 / 0       | Győri Dózsa     |
| Jakab Réka        | 23 éves      | 21 / 5       | Győri Dózsa     |
| Smuczer Angéla    | 28 éves      | 53 / 1       | MTK Hungária    |
| Megyeri Boglárka  | 23 éves      | 3 / 1        | Viktória FC     |
| Rácz Zsófia       | 21 éves      | 14 / 1       | Viktória FC     |
| Szarvas Alexandra | 18 éves      | 0 / 0        | Viktória FC     |
| Szabó Boglárka    | 17 éves      | 1 / 0        | Taksony SE      |
| Papp Dóra         | 19 éves      | 0 / 0        | MTK Hungária    |
| Pádár Anita       | 31 éves      | 77 / 30      | 1. FC Femina    |
| Vágó Fanny        | 19 éves      | 20 / 8       | MTK Hungária    |
| Fogl Katalin      | 27 éves      | 16 / 3       | Taksony SE      |
| Méry Rita         | 26 éves      | 26 / 4       | MTK Hungária    |

| Csehország | Csehország | Csehország | Csehország |
| Név        | Kor        | Vál./Gól   | Klub       |
| ---------- | ---------- | ---------- | ---------- |

 megjegyzés: Az adatok a mérkőzés napjának megfelelőek!

## Az összeállítások
| 2010. november 26. 13:00 (UTC+1) |

| Magyarország                      | 3 – 4   | Csehország                                          |
| --------------------------------- | ------- | --------------------------------------------------- |
| Jakab R. 49' Pádár 66' Tálosi 86' | (0 – 1) | Pincová 34' Cvernová 48' Martínková 62' Voňková 79' |

| ETO Park, Győr |

| Magyarország | Csehország |

| MAGYARORSZÁG:        |    |                   |             |
|                      |    |                   |             |
| K                    | 1  | Németh Júlia      | 59'         |
| V                    | 2  | Tóth I Alexandra  |             |
| V                    | 3  | Tóth II Alexandra |             |
| V                    | 6  | Tálosi Szabina    |             |
| V                    | 4  | Szeitl Szilvia    | 62'         |
| KP                   | 5  | Smuczer Angéla    |             |
| KP                   | 8  | Rácz Zsófia       |             |
| KP                   | 9  | Papp Dóra         | a szünetben |
| CS                   | 7  | Vágó Fanny        | 81'         |
| KP                   | 11 | Jakab Réka        | 59'         |
| CS                   | 10 | Pádár Anita       | 81'         |
| Cserék:              |    |                   |             |
| K                    | 12 | Rothmeisel Dóra   | 59'         |
| V                    | 13 | Szórádi Nikolett  | 62'         |
| KP                   | 14 | Megyeri Boglárka  | a szünetben |
| KP                   | 15 | Szarvas Alexandra | 81'         |
| KP                   | 16 | Szabó Boglárka    | 59'         |
| CS                   | 17 | Fogl Katalin      | 81'         |
| CS                   | 18 | Méry Rita         |             |
| Szövetségi kapitány: |    |                   |             |
| Kiss László          |    |                   |             |

| CSEHORSZÁG:          |    |                       |                |
|                      |    |                       |                |
| K                    | 1  | Bednaříková           |                |
| V                    | 2  | Pavla Benýrová        | 80'            |
| V                    | 3  | Veronika Pincová      |                |
| V                    | 6  | Jana Novotná          |                |
| V                    | 4  | Petra Vištejnová      |                |
| KP                   | 5  | Veronika Juráková     | a szünetben    |
| KP                   | 7  | Adéla Odehnalová      |                |
| KP                   | 8  | Lucie Martínková      | Csapatkapitány |
| KP                   | 10 | Markéta Ringelová 73' |                |
| CS                   | 9  | Eva Bartoňová         | 58'            |
| CS                   | 11 | Tereza Kožárová       | 58'            |
| Cserék:              |    |                       |                |
| K                    | 12 | Lenka Krömrova        |                |
| V                    | 13 | Nikola Sedláčková     | 80'            |
| KP                   | 14 | Barbara Balaščáková   | 73'            |
| KP                   | 15 | Monika Cvernová       | a szünetben    |
| CS                   | 16 | Jana Hlaváčková       | 58'            |
| CS                   | 17 | Lucie Voňková         | 58'            |
| Szövetségi kapitány: |    |                       |                |
| Vladimír Hruška      |    |                       |                |

## Örökmérleg a mérkőzés után
| Magyarország | :         | Csehország |
| ------------ | --------- | ---------- |
| 1            | Győzelem  | 1          |
| 2            | Döntetlen | 2          |
| 10           | Gólok     | 10         |
| 5/12         | Pontok    | 5/12       |
| 42           | %         | 42         |